# Monte Pelf
Il Monte Pelf è una montagna delle Dolomiti bellunesi alta 2 502 metri s.l.m.. Sorge a nord della città di Belluno, appena ad est della cima principale del gruppo, la Schiara. Viene soprannominato Montagna del Fontanòn dal nome della cascata che si trova ai piedi della sua parete nord. La cima del rilievo è accessibile tramite una via normale e due vie ferrate: la ferrata Marmol e il sentiero attrezzato Marino Guardiano. Dalla cima si gode di un panorama su molte cime dell'arco dolomitico.

## Ascensioni
La salita alla cima del Pelf è facile ma lunga e faticosa, attraverso prati e pietraie. Sul concavo versante settentrionale alcune grandi cenge consentono l'accesso alla cresta sommitale dal "Circo del Fontanon", raggiungibile da Soffranco e dalla Valle di Grisol. Trattasi d'itinerari selvaggi, in ambiente isolato (ad esempio la Zengia de' soldi).
Verso sud precipita con un imponente pilastro sopra la Gola del Marmol, superato nel 1965 da una cordata polacca con difficoltà continue di V e VI UIAA, itinerario dimenticato per la qualità della roccia.
Immediatamente a sud del Pelf si alzano la Croda Lussato e la Croda del Settimo con begli itinerari alpinistici (vedi Rifugio 7º Alpini).
Sul versante nord, verso il Circo del Fontanòn, il Pelf offre la possibilità di compiere una traversata in quota tramite delle cenge che partono dal versante est, da quella che viene chiamata Pala Bassana. Percorso lungo ed esposto con passaggi di I e II.